# HMS M19
HMS M19 var en svensk minsvepare som byggdes på Neglingevarvet tillsammans med två andra minsvepare typ M (Mindre) under samma period (M18 och M20). 
Hon var den sista av Neglingevarvets M-båtar. Hon sjösattes och levererades till flottan först den 20 maj 1942. De andra hade sjösatts och levererats under hösten 1941. Detta beroende på brist på leveranser av bland annat mahogny och stål. Hon urangerades den 1 februari 1965 och överläts till FFV:s torpedverkstad i Motala. Senare såldes hon till Sundsvall och blev där åter renoverad. Från 1985 återfunnen som lustbåt, Lidingö med namnet Theron.